# 望月幹也
望月 幹也（もちづき みきや、1959年〈昭和34年〉7月18日 - ）は、日本の政治家。山梨県身延町長（3期）。

## 来歴
1959年（昭和34年）7月18日、山梨県南巨摩郡身延町切房木で出生。
1979年（昭和54年）4月、山梨県庁へ入庁し、総務部市町村課長などを歴任。2015年（平成27年）4月1日、身延町副町長に就任。2016年（平成28年）8月29日まで務め、「身延町まち・ひと・しごと創生総合戦略」の策定や関連施策の実施に尽力した。
2016年（平成28年）10月2日執行の身延町長選挙に出馬し、無投票で初当選。同年10月24日、身延町長に就任。
2020年（令和2年）10月4日、自身の任期満了に伴う身延町長選挙に出馬し、無投票で再選。
2024年（令和6年）10月15日、自身の任期満了に伴う身延町長選挙が告示され、無投票で再選。

## 町政

### 教育
町長就任に際して発表した公約に教育の充実を挙げており、1期目で身延中学校新設事業や児童生徒へのタブレット配布、保育料・給食費・修学旅行費等の無償化を実施した。また、学校の統廃合では、町長在任中の2018年（平成30年）3月までに「身延町立学校施設整備計画」に基づく小学校3校、中学校1校への統合を終えた。その後、同年11月5日に開催された「平成30年度第2回身延町総合教育会議」において、本統合について以下のように語った。
大勢の中で切磋琢磨し、いろいろな人間がいる中で成長したほうが、社会に出たときに対応がしやすくなると思います。そういう意味では私としても統合は良かったのかなという判断をしております。

### 産業振興
2期目再選後、望月は1期目の実績にしだれ桜の里づくりやあけぼの大豆の6次産業化、下山工業団地への企業誘致を挙げている。企業誘致では合板やLVLの製造・販売を行う株式会社キーテックを誘致。同社の合板工場を自動車関連部品工場の跡地に竣工し、2019年（令和元年）5月13日に地域材による合板を初出荷した。

### ゆるキャン△
身延町を作中のキャラクターたちが生活する街のモデルにしたアウトドア系漫画の「ゆるキャン△」について、望月は自身の「好きな映画または本」に挙げており、テレビアニメ放送後、身延町を聖地として訪れるファンが増加し、テレビアニメの続編や映画化が発表されたことを受けて、望月はより一層の人気と知名度向上が期待出来るチャンスであると捉え、各団体との連携やサポート、「ゆるキャン△」による町のPR、聖地巡礼による町への集客を図る考えを示した。また、2018年（平成30年）11月3日には、主人公たちが通う本栖高校のモデルとなった旧下部中学校で「第一回本栖高校学園祭」が開催。同イベントで望月は本栖高校校長として登場し、原作者のあfろやテレビアニメの製作委員会への感謝の意を述べた。